# ویلی اینتفن
ویلی اینتفن (انگلیسی: Willy In 't Ven؛ زادهٔ ۱ مارس ۱۹۴۳) دوچرخه‌سوار اهل بلژیک است.
از باشگاه‌هایی که در آن رکاب زده‌است می‌توان به مولتنی و تیم دوچرخه‌سواری فلاندریا اشاره کرد.